# Föreningsbankernas bank
Föreningsbankernas Bank AB, bildad som Jordbrukets Bank AB 1958, var en affärsbank som agerade centralbank för jordbrukskassorna, senare föreningsbankerna. Jordbrukskasserörelsen hade i likhet med sparbanksrörelsen insett behovet av att kunna använda sig av ett centralt bankinstitut, gemensamt för rörelsen.
Från att ha varit ägd av Sveriges föreningsbankers förbund, tidigare Jordbrukskasseförbundet, blev banken 1989 dotterbolag till den nybildade koncernen Sveriges föreningsbank. Vid sammanslagningen 1992 gick samtliga delar inom föreningsbanksrörelsen samman till Föreningsbanken AB.

## Historik
Jordbrukets bank ersatte 1958 Svenska jordbrukskreditkassan, vilken hade bildats 1930 som en centralorganisation för jordbrukskasserörelsen. 
En ny jordbrukskasselag antogs 1956, varefter Svenska jordbrukskreditkassan delades i två delar: Sveriges Jordbrukskasseförbund och Jordbrukets Bank. Banken blev jordbrukskassornas centralbank, medan Sveriges Jordbrukskasseförbund blev en organisatorisk intresseorganisation. 

## Källhänvisningar
1. ↑  "Bankens historia". Arkiverad 24 oktober 2014 hämtat från the Wayback Machine. Swedbank.se. Läst 24 oktober 2014.